# Territoris indígenes
El territori indígena, segons l'article 13 del Conveni 169 de l'Organització Internacional del Treball, inclou "la totalitat de l'hàbitat de les regions que els pobles interessats ocupen o utilitzen d'alguna altra manera". Així, per exemple, la legislació colombiana defineix com a territoris indígenes les àrees posseïdes en forma regular i permanent per un poble indígena i aquelles que, encara que no es trobin posseïdes en aquesta forma, constitueixen l'àmbit tradicional de les seves activitats socials, econòmiques i culturals.
A més del Conveni 169 de l'OIT, diversos instruments de dret internacional reconeixen i regulen els drets territorials dels pobles indígenes: la Declaració de les Nacions Unides sobre els drets dels pobles indígenes; la Convenció Internacional sobre l'Eliminació de totes les Formes de Discriminació Racial; el Pacte Internacional de Drets Civils i Polítics i la Convenció Americana sobre Drets Humans. Dins d'aquest marc, diferents legislacions nacionals tenen normes concretes sobre els territoris indígenes, que en alguns casos tenen un caràcter constitucional, com és el cas actualment a diversos països d'Amèrica Llatina.

## Àrees demarcades dels pobles indígenes

### Austràlia
- Indigenous Protected Areas

### Belize
- Al districte de Toledo hi ha les reserves índies d'Aguacat, Xpicilha, Blue Creek, Machaca, Graham Creek, Hinchasones, Crique Sarco i Black Creek

### Bolívia
- Tierra Comunitaria Nativa
- Autonomia indígena originario campesina

### Brasil
- Terres indígenes en sentit ample
  - Terres indígenes, en sentit estricta
  - Terres reservades (reserva indígena, parc indígena, colònia agrícola indígena i territori federal indígena)
  - Terres dominiais

### Canadá
- Indian reserves, o Fist Nations reserves
- Nunavut, territori federal de majoria inuit
- Regió d'assentament Inuvialuit, establit a Yukon i Territoris del Nord-oest per als inuvialuit
- Assentaments métis d'Alberta
- Nunatsiavut
- Viles i territoris aborígens a Quebec

### Colòmbia
- Resguardo indígena
- Reserva indígena[1]

### Costa Rica
- Reserva índia Boruca[2]
- Reserva índia Guaymi[3]

### Dominica
- Reserva Carib

### Equador
- Terra de pobles i nacionalitats indígenes
- Zona intangible a favor de pobles indígenes en aïllament voluntari

### Escandinàvia
- Sápmi

### Estats Units
- Indian reservations
- Terres nadiues de Hawaii

### Filipines
- Regió Administrativa de la Cordillera

### Guiana
- Territoris indígenes i zones de dret col·lectiu per a comunitats locals
- Districte amerindi Epira (Àrea East Berbice-Corentyne)
- Districte amerindi Epira (Àrea East Berbice-Corentyne)
- Districte amerindi Kanuku (Àrea Upper Takutu-Upper Essequibo)
- Districte amerindi Karasabai (Àrea Upper Takutu-Upper Essequibo)
- Districte amerindi Orealla (Àrea East Berbice-Corentyne)
- Reserva ameríndia Orealla (Àrea East Berbice-Corentyne)
- Districte amerindi Pomeroon-Ituribisi (Àrea Pomeroon-Supenaam)
- Reserva índia Pomeroon-Ituribisi (Àrea Pomeroon-Supenaam)
- Reserva Pomeroon-Ituribisi (Àrea Pomeroon-Supenaam)
- Districte amerindi Saint Francis (Àrea Guyana)
- Districte amerindi Santa (Àrea Essequibo Islands-West Demerara)
- Districte amerindi Wikki (Àrea Upper Demerara-Berbice)
- Reserva ameríndia Wikki (Àrea Upper Demerara-Berbice)
- Reserva índia Wikki (Àrea Upper Demerara-Berbice)[4]

### Índia
- Cinturó tribal indi (Adivasi)

### Pakistan
- Àrees Tribals Administrades Federalment (Pakistan)

### Perú
Les reserves comunals són àrees de conservació per a flora i fauna, el que permet l'ús tradicional de les poblacions rurals que envolten les àrees. L'ús i comercialització dels recursos naturals dins la reserva comunal és dirigida per les mateixes poblacions rurals.
| Reserva     | Data                   | Àrea (ha) |
| ----------- | ---------------------- | --------- |
| Yanesha     | 28 d'abril de 1988     | 34.744    |
| El Sira     | 22 de juny de 2001     | 616.413   |
| Amarakaeri  | 9 de maig de 2002      | 402.335   |
| Asháninka   | 14 de gener de 2003    | 184.468   |
| Machiguenga | 14 de gener de 2003    | 218.905   |
| Purús       | 20 de novembre de 2004 | 202.033   |
| Tuntanain   | 10 d'agost de 2007     | 94.967    |
| Chayu Nain  | 9 de desembre de 2009  | 23.597    |

### Rússia
- Districtes autònoms de Rússia

### Sud-àfrica
- Bantustan

### Veneçuela
- Terres amb títols col·lectius